# متلازمة حذف 13q
متلازمة حذف 13q هو مرض وراثي نادر ينتج عن حذف بعض أو كل الكروموسوم البشري 13، مما يؤدي إلى تشوهات خلقية أو إعاقات ذهنية مما يسبب خللًا في بعض الأعضاء الجسدية.

## الأعراض
ترتبط مناطق الحذف المختلفة بأعراض مختلفة وترتبط من السنترومير إلى 13q32 أو أي حذف في 13q32 منها النمو البطيء والإعاقة الذهنية والتشوهات الخلقية وتتراوح الإعاقات الذهنية من خفيفة جدا إلى شديدةٍ جدًا، ويمكن ان تحدث مع اضطرابات سلوكية أو اضطرابات طيف التوحد.
عند الولادة تشمل الأعراض الرئيسية انخفاض الوزن (بسبب تقييد النمو داخل الرحم)، ونقص التوتر، وصعوبات التغذية وكما أن الرضع قد يكون لديهم أيضًا الحنك المشقوق.
13q تعطي مظهر مميزا للأفراد المتضررين ويحتمل أن تشمل ميكروفثالميا (عيون صغيره) و فرط الشعيرات (مجموعة واسعة العينين) والجبين رقيقة والحنك العالي والمتخلفة منتصف الوجه والفم الصغيرة والأنف صغير وواسعه والرقبة القصيرة وانخفاض شعري إضافة إلى غير النظامية أو خطأ في وضع الأسنان والأذان المنخفضة المجموعة، ميكروجنيثيا (الفك الصغيرة) وعيوب ألمينا الأسنان وقصر القامة وميكروسيفاي (راس صغير) إذن طويلة ومدببة
13q أحد مسببات مرض القلب الخلقي حيث يتسبب في عيوب متعددة منها  في الحاجز الأذيني والبطيني و رباعية فالوت كذلك القناة الشريانية العقدية والتضيق الرئوي والاختزال كما أنه يؤثر في نظام الغدد الصماء والجهاز الهضمي والجهاز التناسلي وغيرها من الأعضاء البنكرياس والغدد الكظرية والغدة الصعترية والمرارة و الغدة الدرقية والأورام الكلوية وغيرها
كما أنه من الممكن ان يؤثر في الدماغ ويتسبب في تشوهات التي تؤدي إلى الصرع وداء القحف والشلل النصفي كما أنه يؤدي نقص التنسج الدماغي والتخلف ونقص تنسج المخيخ ونادرا ما يؤدي إلى استسقاء الدماغ والصمم كما يمكن ان تتضرر العين لدرجة الإصابة بالعمى، كما أنه يوجد إمكانية أن يكون لديهم سرطان القولون في القزحية أو المشيمية والحول أو اعتام العين
كما تم العثور على تشوهات في الهيكل العظمي بما في ذلك ارتفاق الأصابع و حنف القدم و انحراف الأصابع و تشوهات في فقرات أو الإبهام.
المحذوفات التي تشمل الكروموسومات 13q32، والتي تحتوي على جينات نمو الدماغ ZIC2، وترتبط مع هولسوبرسينسيفاي. كما أنها ترتبط بتشوهات اليد والقدم. وترتبط الحذف التي تشمل الفرقة 13q14، الذي يحتوي على الجينات المثبطة الورم Rb، مع ارتفاع خطر الإصابة بورم الشبكية، والذي هو أكثر شيوعا في الأطفال XY. ويرتبط حذف الفرقة 13q 33.3 مع hypospadias. وتشمل الجينات الأخرى في المنطقة المتأثرة المحتملة NUFIP1 و HTR2A و PDCH8 و PCDH17.

## الفيزيولوجيا المرضية
يحدث هذا الاضطراب بسبب حذف الذراع الطويلة من الكروموسوم 13، والتي يمكن أما حذفها خطيا أو ككروموسوم حلقي. وعادة ما لا يكون وراثيا فان فقدان جزء من الكروموسوم يحدث عادة أثناء التوالد، مما يجعله طفرة في الصورة. عندما يكون وراثيا، فإنه يحدث عادة من قبل أحد الوالدين وجود الفسيفساء أو الموقع المتوازن.
يرتبط شدة الاضطراب مع حجم الحذف، مع الحذف أكبر مما تسبب في مظاهر أكثر شدة

## التشخيص
يمكن تشخيص متلازمة حذف 13q بشكل نهائي من خلال التحليل الوراثي، والذي يمكن القيام به مسبقا أو بعد الولادة. قد تشير زيادة النقل العابر في الثلث الأول من الموجات فوق الصوتية إلى وجود الحذف.

## العلاج
علي الرغم من انه لا يوجد علاج لمتلازمة الحذف 13q، يمكن أن تدار الأعراض، وعادة ما يكون ذلك بمشاركة أخصائي أعصاب وطبيب إعادة التأهيل والعلاج المهني والعلاج الطبيعي والعلاج النفساني واختصاصي التغذية واخصائي التعليم الخاص أو معالج النطق. إذا كان نمو الطفل المصاب بطيء بشكل خاص يمكن استخدام العلاج بهرمون النمو لزيادة النمو كما يمكن للجراحة التجميلية إصلاح الشقوق المشقوقة والإصلاح الجراحي أو المراقبة من قبل طبيب القلب للأطفال وإدارة العيوب القلبية. و يمكن معالجة بعض التشوهات الهيكلية والعصبية والتناسلية والهضمية والبصرية بشكل نهائي بالجراحة. غالبا ما يمكن إدارة تشوهات الغدد الصماء طبيا. يمكن للمعلمين الخاصين والنطق والمعالجين المهنيين واخصائيي العلاج الطبيعي مساعده الطفل على تطوير مهاراته داخل المدرسة وخارجها.

## علم الأوبئة
نادر جداً بسبب تواجد 190 حالة فقط حول العالم.

## التاريخ
تم وصف متلازمة الحذف 13q لأول مرة في عام 1963 عرفت بشكل كامل في عام 1971.